# ジャイアット (駆逐艦)
ジャイアット (USS Gyatt, DD-712/DDG-1) は、アメリカ海軍の駆逐艦。ギアリング級駆逐艦の一隻。艦名はガダルカナルの戦いで戦死したアメリカ海兵隊員のエドワード・E・ジャイアットに因む。

## 艦歴
ジャイアットはニュージャージー州カーニーのフェデラル・シップビルディング・アンド・ドライドック社で建造される。1945年4月15日にヒルダ・マレル夫人（ジャイアット二等兵の母親）によって命名、進水した。
カリブ海での調整後、ジャイアットはバージニア州ノーフォークに到着し東海岸沿いに様々な任務を行った。沿岸での活動及び訓練演習に加え、メキシコ湾、カリブ海での空母との訓練に参加した。1947年1月24日にノーフォークを出航し、新ウルグアイ大統領就任式へアメリカ代表として参加するためモンテビデオへ向かう。同地には1947年2月27日から1947年3月6日まで留まり、その後リオデジャネイロ、トリニダード島のポートオブスペインを訪問、1947年3月21日にノーフォークへ帰還する。
ジャイアットは1947年11月20日に出航し第6艦隊と合流、地中海に展開する。1948年3月2日にノーフォークに帰還、その後北ヨーロッパや地中海へ6度の配備につく。そのほかノバスコシア、アイスランド、カリブ海南部で作戦活動に従事した。
1956年度計画で、本艦は艦対空ミサイルを搭載する改修を受けることになり、1955年9月26日にボストン海軍造船所入りし、10月31日に予備役編入された。この改修は1954年春に提案されたものであり、53番砲塔と後部40mm機銃を撤去して、テリア艦対空ミサイルのMk.8連装発射機および14発分の弾庫を設置した。誘導のため、駆動装置を強化したMk.25火器管制レーダー（後のAN/SPG-25）が追加搭載された。また艦の安定性を強化するため、デニー＝ブラウン社製フィンスタビライザーが搭載された。同システムは4平方メートルの広さの可動翼が艦中央部の水線下に装着され、海上でのピッチ、ロールが大幅に改善された。
これは、ミサイル・フリゲート（DLG）へのテリアミサイル搭載計画を踏まえた実証実験であったが、実際には、竣工はDLG計画が認可されたあととなった。1956年12月1日に船体番号 DDG-712 に変更され、2日後、艦長チャールズ・F・ヘルム・ジュニア中佐の指揮下、再就役した。
新たなミサイル駆逐艦は大西洋岸沿いに集中的な評価、開発試験を行いほぼ3年を過ごした。1957年5月23日にジャイアットは船体番号を DDG-1 に変更する。1960年1月28日に出航、第6艦隊に合流し、海外の艦隊で展開する最初のミサイル駆逐艦となる。ジャイアットは1960年8月31日に新たな母港のチャールストンへ到着する。その後は地中海で艦隊即応および訓練活動に従事した。
ジャイアットは帰国すると宇宙開発計画に参加する。1960年11月5日から10日、1961年4月24日から26日までマーキュリー計画での回収艦としてノーズコーン回収ステーションに加わる。ジャイアットは海軍力の他分野への拡張を開拓した。ベルリンでの東西対立が緊張化すると、ジャイアットは1961年8月3日に地中海で第6艦隊を支援するため出航する。ジャイアットは1962年3月3日まで地中海で警戒態勢に入り、その後チャールストンでの訓練活動を再開した。
ジャイアットは1962年6月29日にチャールストン海軍造船所入りし、オーバーホールおよびミサイルシステムの撤去、試験・評価部隊のための新型機材の装着が行われた。1962年10月1日に DDG-1 から DD-712 へ再び艦種変更される。改修作業は完了し、ジャイアットは1963年1月1日にノーフォークに到着、評価・試験部隊の下カリブ海で実験研究が行われた。ジャイアットは大西洋岸沿いおよびカリブ海で1967年まで哨戒、対潜水艦活動および士官、兵員に対するミサイル駆逐艦戦術の訓練を行った。ジャイアットは新型機材の試験、評価及び海軍内の近代化と効率化において特に活動的であった。
ジャイアットは1968年に選択予備役に切りかえられ、ワシントンD.C.へ送られる。1969年10月22日に除籍され、1970年6月11日にバージニア沖で標的艦として沈められた。

## 兵装・電装要目
|          | DD-712                       | DDG-1                                |
| 兵装     |                              |                                      |
| -------- | ---------------------------- | ------------------------------------ |
| 兵装     | Mk.38 5インチ連装砲×3基      | Mk.38 5インチ連装砲×2基              |
| 兵装     | 40mm 4連装機銃×3基           | Mk.33 3インチ連装砲×2基              |
| 兵装     | 40mm連装機銃×2基             | Mk.33 3インチ連装砲×2基              |
| 兵装     | エリコンSS 20mm単装機銃×20基 | Mk.8 連装発射機×1基 （テリア SAM用） |
| 兵装     | 21インチ魚雷発射管×5門       | Mk.32 324mm3連装短魚雷発射管×2基     |
| 兵装     | 爆雷軌条×2条                 | Mk.32 324mm3連装短魚雷発射管×2基     |
| 兵装     | 爆雷投射機×6基               | Mk.32 324mm3連装短魚雷発射管×2基     |
| C4I      | Mk.37 砲FCS                  | Mk.37 砲FCS                          |
| C4I      | Mk.37 砲FCS                  | Mk.72 ミサイルFCS                    |
| C4I      | Mk.37 砲FCS                  | Mk.56 砲FCS                          |
| C4I      | Mk.100 水中FCS               |                                      |
| レーダー | SG 対空捜索                  | AN/SPS-6 対空捜索                    |
| レーダー | SL 対水上捜索                | AN/SPS-10 対水上捜索                 |